# Scharrelaar
De scharrelaar (Coracias garrulus) is een vogel uit de familie van de scharrelaars (Coraciidae). De wetenschappelijke naam van de soort werd in 1758 gepubliceerd door Carl Linnaeus. De naam 'garrulus' (Latijn voor 'praatzuchtig' of 'luid klinkend') nam hij over van John Ray en George Edwards, die hem als geslachtsnaam voor dezelfde soort gebruikten.

## Kenmerken
De scharrelaar wordt ongeveer 30 centimeter lang en 127 tot 154 gram zwaar. Hij heeft een grote kop en een krachtige, dikke, zwarte snavel. Het verenkleed is helder lichtblauw met diepblauwe kleine vleugeldekveren, stuit en delen van de ondervleugel. De rug is bruin, de vleugelpunten en de bovenkant van de staart zijn zwart. Juveniele vogels zijn valer en hebben een lichter bruine rug.

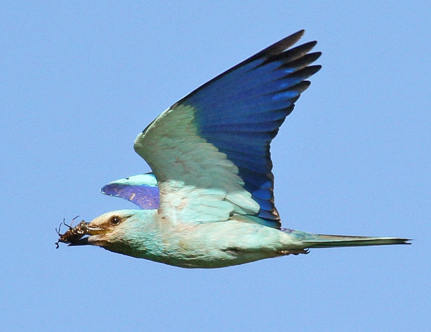
In vlucht
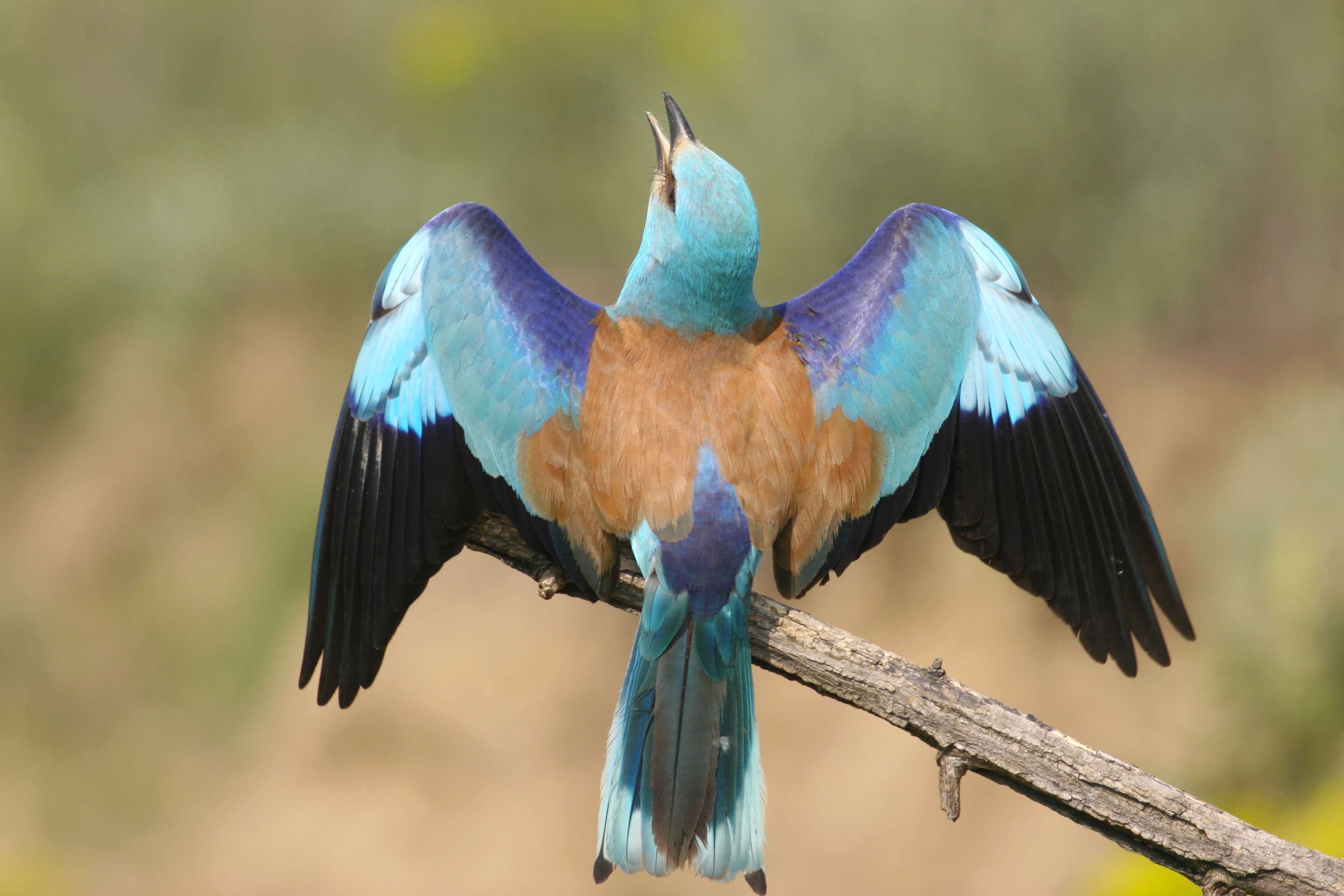
Bovendelen

## Gedrag
Scharrelaars kunnen vaak zittend op een uitkijkpost, zoals een telefoonpaal, een draad of tak, worden aangetroffen. Vanaf deze positie kunnen ze zich op een over de grond kruipende prooi storten, waarna ze weer naar hun post terugkeren om deze op te peuzelen.

## Broeden
Scharrelaars broeden meestal alleen, soms met enkele paartjes. De broedomgeving bestaat uit land met verspreide groepen bomen, bosranden, lanen of parken. Ze broeden in al bestaande holen, rots- of muurspleten, de eerste meestal gemaakt door de groene of zwarte specht. In enkele gevallen worden ook nestkasten gebruikt. Tijdens de baltsvlucht vliegt het mannetje roepend door de lucht, laat zich meerdere keren over de kop vallen en vliegt dan weer op.
In het nest worden 4 tot 5 eieren gelegd, in de maand juni of juli. Beide ouders broeden, het legsel komt na 17 tot 19 dagen uit. Hierna zorgen beide ouders voor de jongen, die na 25 tot 30 dagen uitvliegen. Ook hierna blijven ze de jongen nog een tijdje voeden.

## Voedsel
Scharrelaars eten vooral insecten zoals kevers en sprinkhanen en andere ongewervelden als slakken en wormen maar ook kleine gewervelden zoals kikkers, muizen en hagedissen.

## Voorkomen
De scharrelaar komt voor in Zuid- en Oost-Europa en in Azië van Turkije en Irak tot Midden-Rusland, West-China en Pakistan. Het is een trekvogel die in augustus of september vertrekt naar het zuiden van en tropisch Afrika en in april of mei weer terugkeert naar zijn broedgebied. Het aantal scharrelaars in Europa is de laatste decennia van de twintigste eeuw sterk afgenomen. In de 19e eeuw broedden ze zelfs nog tot in Zweden, terwijl ze nu in Midden-Europa nauwelijks meer te vinden zijn.
Er worden 2 ondersoorten onderscheiden:
- C. g. garrulus: van noordelijk Afrika en centraal en zuidelijk Europa tot Iran en zuidwestelijk Siberië.
- C. g. semenowi: van Irak tot westelijk Pakistan, de westelijke Himalaya en centraal Kazachstan.

### In België en Nederland
De scharrelaar broedt niet in België of Nederland. Het is een vrij zeldzame dwaalgast. In België werden sinds 1830 25 waarnemingen gedocumenteerd. Tot 2021 zijn er 71 bevestigde waarnemingen in Nederland gedaan waarvan vijf sinds 2005.

## Status
De totale populatie is in 2015 geschat op 100 tot 500 duizend volwassen vogels. De populatie-aantallen nemen af door jacht (vooral in Oman en India, verder ook in het Middellandse Zeegebied) en vooral in Europa wordt het leefgebied bedreigd door modernisering van de landbouw en bosbouw waardoor een gevarieerd landschap met rommelige bosjes en losse bomen verdwijnt. Daarom stond de scharrelaar als gevoelig op de Rode Lijst van de IUCN. De populaties in Midden-Azië gaan echter niet zo snel achteruit om deze status te rechtvaardigen; daarom staat de scharrelaar sinds 2015 als niet bedreigd op de internationale rode lijst.

## Trivia
- In 2019 lanceerde uitgeverij Atlas Contact het twee maal per jaar verschijnende, literair vogeltijdschrift 'De Scharrelaar'.[6] Na acht nummers verhuisde het tijdschrift in 2023 naar uitgeverij Noordboek.[7]